# Davide Carraro
Davide Carraro (ur. 26 stycznia 1977 w Sambughé) – włoski duchowny katolicki, biskup Oranu w Algierii od 2024.

## Życiorys

### Prezbiterat
Święcenia kapłańskie przyjął 27 maja 2006 w Papieskim Instytucie dla Misji Zagranicznych. Pracował jako misjonarz w Algierii (2007–2008 oraz od 2017) i na Wybrzeżu Kości Słoniowej (2012–2017). W 2022 został wikariuszem generalnym archidiecezji Algieru oraz referentem instytutu dla Algierii i Tunezji.

### Episkopat
22 października 2023 papież Franciszek mianował go biskupem Oranu.
27 stycznia 2024 otrzymał święcenia biskupie w Katedrze  Najświętszej Maryi Panny w Oranie. Głównym konsekratorem był  arcybiskup Jean-Paul Vesco. 